# Борман, Владимир Алексеевич
Владимир Алексеевич Борман (7.4.1940, Уфа — 12.1.1986, Уфа) — советский спортсмен и тренер по греко-римской борьбе. Заслуженный тренер СССР (1984) и РСФСР (1977), мастер спорта СССР (1962), судья всесоюзной категории (1985).

## Биография
Окончил Омский институт физической культуры (1964).
В 1964—66 работал методистом по физкультуре Салаватского нефтехимического комбината, тренером Башкирского областного совета ДСО «Труд»; в 1967 — 86 тренер, старший тренер Башкирского областного совета ДСО «Трудовые резервы», одновременно тренер сборных команд БАССР (с 1964), РСФСР (с 1971), СССР (с 1976).
Судья соревнований борцов на летних Олимпийских играх (1980). Среди воспитанников мастера спорта международного класса Абул-Басир Батталов, Магомед-Расул Батталов, Рафис Садыков, Александр Гладков, Николай Рухтин, Станислав Ганеев —  около 40 мастеров спорта СССР.
С 1988 в Уфе проводится Всероссийский турнир (до 2000 Международный юношеский турнир) памяти А. В. Бормана.